# Districtul Hua Hin
Hua Hin (în thailandeză หัวหิน) este un district (Amphoe) din provincia Prachuap Khiri Khan, Thailanda, cu o populație de 85.099 de locuitori și o suprafață de 838,9 km².

## Componență
Hua Hin district is in Prachuap Khiri Khan Province and consists of 2 sub-districts; Hua Hin and Nong Khae. At the top of Hua Hin administration is the Lord Mayor of Hua Hin, Jira Pongpaibul. He is supported by three vice mayors, Khun Artikhun Bootying, Khun Suwit Liennloongrueng, and Dr Roongroch Srilueng-Swasdi. President of Hua Hin Assembly is Khun Pathom Pudam and vice president of the assembly is Khun Prapa Nortes.